# 狭叶鹅观草
狭叶鹅观草（学名：Roegneria sinica var. angustifolia）为禾本科鹅观草属下的一个变种。产内蒙古。生于山沟。模式标本采自内蒙古大青山旧窝堡。